# Ulrich van Gobbel
Ulrich van Gobbel (Paramaribo, Suriname, 1971. január 16. –) válogatott holland labdarúgó, hátvéd.

## Pályafutása

### Klubcsapatban
A VV Bavel csapatában kezdte a labdarúgást, majd a NAC Breda korosztályos csapatában folytatta. 1988 és 1990 között a Willem II, 1990 és 1995 között a Feyenoord labdarúgója volt. 1995-96-ban a török Galatasaray, 1996-97-ben az angol Southampton csapatában szerepelt. 1997-ben hazatért és ismét a Feyenoord játékosa lett. A rotterdami csapattal két bajnoki címet és négy holland kupa győzelmet ért el. Tagja volt a 2001–02-es UEFA-kupa győztes együttesnek. Az aktív labdarúgást 2002-ben hagyta abba.

### A válogatottban
1993 és 1994 között nyolc alkalommal szerepelt a holland válogatottban. Tagja volt az 1994-es Egyesül Államokbeli világbajnokságon részt vevő válogatottnak.

## Sikerei, díjai
Feyenoord
- Holland bajnokság
  - bajnok: 1992–93, 1998–99
- Holland kupa (KNVB beker)
  - győztes: 1991, 1992, 1994, 1995
- Holland szuperkupa
  - győztes: 1991, 1999
- UEFA-kupa
  - győztes: 2001–02

 Galatasaray
- Török bajnokság
  - bajnok: 1996–97
- Török kupa (Ziraat Türkiye Kupası)
  - győztes: 1996
- Török szuperkupa
  - győztes: 1996